# إليوت إدموندسون
إليوت إدموندسون (بالإنجليزية: Elliott Edmondson)‏ هو مساعد سائق ‏ بريطاني، ولد في 29 أغسطس 1994.